# R465

Wegnummerbodje van de R465

De R465 is een regionale weg in County Clare. Het vormt de verbindingsroute tussen Parkroe (Ardnacrusha) en Bodyke waar de weg aansluit op de R352.

## Trajectbeschrijving
Volgens de Roads Act 1993 (Classification of Regional Roads) Order 2012 is de route als volgt:
Between its junction with R463 at Parkroe and its junction with R352 at Bodyke via Aharinaghbeg, Kilmore, Hurdleston, Broadford, OSheas Acres and Ballymacdonnell Bridge all in the county of Clare.
In grote lijnen loopt de weg van Parkroe via Ardnacrusha en  Broadford naar Bodyke.